# Charlton Brosius
Carleton Lyman „Carl” Brosius (Milwaukee, Wisconsin, 1876. július 18. – Wood, Wisconsin, 1956. szeptember 28.) amerikai olimpikon, katona.
Az 1920. évi nyári olimpiai játékokon indult kötélhúzásban. A csapata először a londoni rendőrségi csapat ellen veszített, majd az ezüstéremért küzdött meg a belgákkal és tőlük is kikapott. A bronzérem-ágon az olaszokkal mérkőztek, ezt megnyerték, és végül a bronzéremért ismét a belgákkal harcoltak de kikaptak tőlük. A verseny Bergvall-rendszer szerint zajlott. 

Az USA-n kívül még négy ország indult: Belgium, Egyesült Királyság, Hollandia és Olaszország.
„Carl” Brosius 1889-ben csatlakozott az amerikai tengerészethez, ekkor indult a katonai pályafutása. A tengerészetnél jeles kardvívó volt. Harcolt a spanyol–amerikai háborúban. 1900-ban leszerelt, de 1913-ban ismét bevonult, és részt vett egy jelentős csatában a mexikói határ közelében. Az első világháború során százados volt a hadseregben. Későbbi életében a hadsereg akadémiáin oktatott, és végül ezredesként szerelt le.